# Жезказганська міська адміністрація
Жезказга́нська міська адміністрація (каз. Жезқазған қаласы әкімдігі, рос. Жезказганский городская администрация) — адміністративна одиниця у складі Улитауської області Казахстану, прирівнена до району. Адміністративний центр — місто Жезказган.
Населення — 92093 особи (2021; 90661 у2009, 95076 у 1999, 114977 у 1989).
Станом на 1989 рік існувала Джезказганська міська рада, до складу якої входили місто Джезказган, селища міського типу Жайрем та Сатпаєв. Пізніше смт Жайрем було передане до складу Каражальської міської ради, а смт Сатпаєв — до складу Нікольської міської ради. До складу Жезказганської міської адміністрації був включений Сарикенгірський сільський округ (колишня Кенгірська сільська рада) Улитауського району.

## Склад
До складу міської адміністрації входять місто Жезказган та 3 сільських округи, які включають 18 сільських поселень:
| Адміністративна одиниця         | Населення, осіб (1989) | Населення, осіб (1999) | Населення, осіб (2009) | Населення, осіб (2021) | Центр      | НП |
| ------------------------------- | ---------------------- | ---------------------- | ---------------------- | ---------------------- | ---------- | -- |
| Жезказган, місто                | 108821                 | 90001                  | 86227                  | 88320                  | -          | 1  |
| Кенгірський сільський округ     | 3321                   | 3553                   | 3219                   | 2721                   | Кенгірське | 6  |
| Сарикенгірський сільський округ | 989                    | 572                    | 382                    | 326                    | Малшибай   | 1  |
| Талапський сільський округ      | 1846                   | 950                    | 833                    | 726                    | Талап      | 1  |

## Найбільші населені пункти
Населені пункти з чисельністю населення понад 1000 осіб:
| № | Населений пункт | Населення, осіб (1989) | Населення, осіб (1999) | Населення, осіб (2009) | Населення, осіб (2021) |
| - | --------------- | ---------------------- | ---------------------- | ---------------------- | ---------------------- |
| 1 | Жезказган       | 108821                 | 90001                  | 86227                  | 88320                  |
| 2 | Кенгірське      | 2195                   | 2441                   | 2393                   | 2258                   |